# 일본국 헌법 제77조
일본국 헌법 제77조(일본어: 日本国憲法第77条)은 일본국 헌법 제6장 "사법"의 조문 중 하나이다. 최고재판소의 규칙 제정권에 대해 규정하고 있다.

## 조문
일본국 헌법 제77조
① 최고재판소는 소송에 관한 절차, 변호사, 재판소의 내부 규율 및 사법 사무 처리에 관한 사항에 대하여 규칙을 정할 권한을 가진다.
② 검찰관은 최고재판소가 정하는 규칙에 따라야 한다.
③ 최고재판소는 하급 재판소에 관한 규칙을 정할 권한을 하급 재판소에 위임할 수 있다.

## 해설
최고재판소는 당 재판소는 물론 하급 재판소에 적용되는 규칙까지 정할 권한이 있다. 그러나 이를 하급 재판소에 위임할 수 있도록 하였다.